# Richardia cruciata
Richardia cruciata är en måreväxtart som beskrevs av Henry Hurd Rusby. Richardia cruciata ingår i släktet Richardia och familjen måreväxter. Inga underarter finns listade i Catalogue of Life.